# Grimmia crinitoleucophaea
Grimmia crinitoleucophaea — вид мохів порядку гріміальних (Grimmiales).

## Поширення
Батьківщиною є Європа, Північна Америка, Азія.
Населяє базальт, граніт, сланець і вапняк; на висотах 500–2100 м.

## Характеристика
Рослини в пухких пучках, від оливкового до чорного кольору. Стебла 0.5–0.9 см. Листки від видовжено-яйцеподібних до видовжено-ланцетних, 1.6–2 × 0.3–0.6 мм, увігнуті, остюк 0.3–0.6 мм. Вид дводомний. Коробочкові ніжки сигмасті, 0.3–0.5 мм. Коробочка зазвичай присутня.